# Sauropus kerrii
Sauropus kerrii är en emblikaväxtart som beskrevs av Airy Shaw. Sauropus kerrii ingår i släktet Sauropus och familjen emblikaväxter. Inga underarter finns listade i Catalogue of Life.